# Célestine Galli-Marié
Célestine Laurence Galli-Marié, ur. jako Marié de l’Isle (ur. 15 marca 1837 w Paryżu, zm. 22 września 1905 w Vence) – francuska śpiewaczka, mezzosopran.

## Życiorys
Śpiewu uczyła się u ojca, Félixa Mécène Marié de l’Isle, zawodowego śpiewaka operowego. Po raz pierwszy wystąpiła na scenie w wieku 19 lat w Strasburgu, później występowała w Tuluzie, Lizbonie i Rouen. Sławę zdobyła w 1862 roku rolą Serpiny w La serva pardona Pergolesiego w paryskiej Opéra-Comique, gdzie później do 1885 roku występowała w operach m.in. Gevaerta, Guirauda, Maillarta, Masségo i Masseneta. Kreowała tytułowe role w prapremierowych przedstawieniach Mignon Ambroise’a Thomasa (1866) i Carmen Georges’a Bizeta (1875). W 1886 roku wystąpiła w Her Majesty’s Theatre w Londynie.